# 本庄充長
本庄充長（1573年（天正元年）—1623年（元和9年）），亦稱本庄義勝、大寶寺義勝（武藤義勝），日本安土桃山時代、江戶時代的大名、武將。是上杉家武將本庄繁長的次子，後成為大寶寺義興的養子。

## 生涯
上杉景勝想獲得庄內平野這塊肥沃之地的統治權，因此與大寶寺義氏聯手、和最上義光敵對。1583年，大寶寺義氏遭到家臣殺害，後來繼承家督的大寶寺義興為了強化與上杉家之間的關係，便收充長作為養子，並改名為大寶寺義勝。此項舉動惹怒親最上反上杉派的國人眾，開始攻擊大寶寺義興，最後義興居城陷落自殺，充長亦逃回實父繁長的身邊。1588年，與父親繁長共同攻擊最上，發動十五里原之戰，成功取回庄內地方的統治權。
之後充長與上杉景勝一同臣從於豐臣秀吉。1591年，和父親繁長有煽動藤島一揆的嫌疑，被流放至大和國。後參加文祿之役才獲得赦免，重回上杉氏陣營。
1614年，父親繁長去世後改回本名本庄充長繼承本庄氏家督。死後由末弟本庄重長繼承家督。